# Günter Frede
Günter Frede (* 21. Januar 1901 in Fermersleben; † 23. November 1967 in Göttingen) war ein deutscher Politiker der SPD.

## Leben
Nach dem Realschulabschluss und einer Volksschullehrerausbildung holte Frede, der evangelischen Glaubens war, das Abitur mittels einer Reifeergänzungsprüfung für das humanistische Gymnasium nach und studierte Philosophie, Volkswirtschaftslehre und Pädagogik. 1925 wurde er zum Dr. phil. promoviert und studierte anschließend noch Evangelische Theologie, Germanistik und Geschichte. Nachdem er die Prüfungen für das Lehramt an höheren Schulen und die Sportlehrerprüfung bestanden hatte, war er von 1928 bis 1933 Lehrer, zuletzt als Oberstudienrat und Schulaufsichtsbeamter im Provinzschulkollegium in Breslau. 1933 wurde er aus politischen Gründen aus der Verwaltung entlassen und an ein Gymnasium versetzt. Im Zweiten Weltkrieg war er Soldat, zuletzt als Hauptmann der Reserve und Abteilungsleiter im Wehrkreiskommando VIII in Breslau.
1945 trat Frede als Oberstudiendirektor in den hannoverschen Schuldienst ein. 1949 wurde er Oberschulrat und 1954 Ministerialrat im niedersächsischen Kulturministerium, wo er bis Oktober 1957 die Referatsgruppe höhere Schulen leitete. Zwischenzeitlich war er 1954/55 Regierungspräsident in Hildesheim.
Frede war seit 1920 Mitglied der SAJ und seit 1927 der SPD. Am 30. Mai 1937 beantragte er die Aufnahme in die NSDAP und wurde rückwirkend zum 1. Mai desselben Jahres aufgenommen (Mitgliedsnummer 4.936.070). Gleichzeitig war er bereits seit 1933 Mitglied des Nationalsozialistischen Lehrerbundes. Nach Kriegsende wurde er wieder SPD-Mitglied.
Frede gehörte dem Deutschen Bundestag von 1957 bis zu seinem Tode an. 1957 und 1965 zog er über die Landesliste der SPD Niedersachsen ins Parlament ein und 1961 gewann er das Direktmandat im Wahlkreis Göttingen – Münden. Er gehörte in der 3. Wahlperiode des Bundestags von 1957 bis 1959 dem Ausschuss für Kulturpolitik und Publizistik des Bundestags zunächst als stellvertretendes ab 1959 dann als ordentliches Mitglied an. Weitere ordentliche Mitgliedschaften bestanden im Außenhandelsausschuss und im Ausschuss für Heimatvertriebene.
In der vierten Wahlperiode war er ordentliches Mitglied des Ausschusses für Atomkernenergie und Wasserwirtschaft an. Darüber hinaus war er wieder stellvertretendes Mitglied des Ausschusses für Kulturpolitik und Publizistik, des Ausschusses für Entwicklungshilfe und seit November 1963 des zur Telefon-Abhöraffäre gebildeten 2. Untersuchungsausschusses.
In der fünften Wahlperiode übernahm er die Funktion als ordentliches Mitglied im Ausschuss für Entwicklungshilfe und stellvertretendes Mitglied im Ausschuss für Wissenschaft, Kulturpolitik und Publizistik.

## Veröffentlichungen
- (mit Karl Mielke) Deutsche Innenpolitik 1933 - 1945. Dokumente mit verbindendem Text, Hannoversche Druck- und Verlagsgesellschaft, Hannover 1952.